# Хорхе Лосано Сориано
Хорхе Лосано Сориано (на испански: Jorge Lozano Soriano) е аржентински писател, сценарист и продуцент, изградил кариерата си в Мексико.

## Биография
Хорхе Лосано Сориано става популярен в Аржентина като сценарист и продуцент на предаването Las 24 horas. Автор и продуцент е на няколко теленовели и театрални постановки, и работи с известните аржентински актьори Амелия Бенсе, Марсела Лопес Рей, Мария Ибарета, Вирхиния Лабос, Мариана Кар, Хорхе Барейро, Атилио Маринели, Гилермо Франсела и други.
Установявайки се в Мексико, започва да работи като писател и сценарист на теленовели като сред първите му са Te amo, продуцирана от Гилермо Диасаяс, и Tiempo de amar, продуцирана от Силвия Пинал. Хорхе Лосано Сориано се откроява като създател на най-успешния сериал по мексиканската телевизия - Mujer, casos de la vida real, продуциран от Силвия Пинал, който се излъчва в продължение на 22 години - от 1985 г. до 2007 г. Сред най-популярните теленовели, написани от Лосано Сориано, са Моя малка Соледад, Със същото лице и Любовни връзки.
През 90-те години продуцира две теленовели за мексиканската компания Телевиса - Благословена лъжа и Тайната на Алехандра. Към писателската дейност се връща с теленовелите Разногласие и Моята съдба си ти. Последната теленовела, на която е сценарист, е Девствената съпруга, създадена от Лиляна Абуд, базирана на радионовелата Tormenta de pasiones, написана от мексиканската писателка Каридад Браво Адамс.

## Творчество

### Изпълнителен продуцент
- Тайната на Алехандра (1997)
- Благословена лъжа (1996)

### Оригинални истории

#### Теленовели
- Моята съдба си ти (2000) в съавторство с Кармен Даниелс, версия и либрето от Марта Карийо и Кристина Гарсия, литературна редакция от Рикардо Фиайега, Карлос Меркадо и Гилберто де Анда, литературни консултанти – Хулиан Агилар и Фабиан Веларде.
- Тайната на Алехандра (1997) адаптация от Лила Йоланда Андраде и Карлос Лосано Дана, литературна редакция от Тере Медина.
- Любовни връзки (1995/96) адаптация от Лиляна Абуд и Кармен Даниелс, ко-адаптация от Тере Медина.
- Със същото лице (1995) адаптация с Лила Йоланда Андраде.
- Моя малка Соледад (1990) адаптация от Мариса Гаридо и Рене Муньос, литературна редакция от Долорес Ортега, Росарио Велисия и Магда Крисантес.
- Te amo (1984) адаптация от Оскар Лада.

#### Сериали
- Mujer, casos de la vida real (1986-2007)

### Адаптации
- Разногласие (1997/98) с Кармен Даниелс и Лиляна Абуд, литературна редакция от Тере Медина, базирана на радионовелата El enemigo от Каридад Браво Адамс.
- Благословена лъжа (1996) с Карлос Ромеро и Андреа Ордониес, ко-адаптация от Лила Йоланда Андраде и Тере Медина, литературна редакция от Алберто Аридхис, базирана на радионовелата La madrastra от Инес Родена.
- Tiempo de amar (1987) оригинална история от Алберто Сура.

### Коадаптации
- Първа част на Девствената съпруга (2005) с Хулиан Агилар, адаптация от Лиляна Абуд, литературна редакция от Долорес Ортега и Хуан Карлос Техеда, история от Лиляна Абуд, базирана на радионовелата Tormenta de pasiones от Каридад Браво Адамс.

### Нови версии, принаписани от други
- Трите лица на Ана (2016) версия и либрето от Хуан Карлос Алкала, ко-адаптация от Роса Саласар Аренас, Фермин Сунига и Грасиела Искиердо, литературна редакция от Росана Руис, базирана на теленовелата Любовни връзки.

## Награди и номинации
Награди TVyNovelas
| Година | Категория                       | Теленовела     | Резултат  |
| ------ | ------------------------------- | -------------- | --------- |
| 1996   | Най-добра история или адаптация | Любовни връзки | Номиниран |